# Бодешти (Арад)
Бодешти (рум. Bodești) насеље је у Румунији у округу Арад у општини Халмађу. Oпштина се налази на надморској висини од 287 m.

## Становништво
Према подацима из 2002. године у насељу је живело 185 становника, од којих су сви румунске националности.